# Natta (Benin)
Natta ist ein Arrondissement im Departement Atakora in Benin. Es ist eine Verwaltungseinheit, die der Gerichtsbarkeit der Gemeinde Boukoumbé untersteht. Gemäß der Volkszählung von 2013 hatte Natta 11.239 Einwohner, davon waren 5.591 männlich und 5.648 weiblich.